# 崔都
崔都（1517年—？），字民極，山西平陽府蒲州人，軍籍，明朝政治人物。

## 生平
嘉靖二十五年（1546年）丙午科山西鄉試第四十名舉人。嘉靖二十九年（1550年）中式庚戌科會試第二百三十一名，三甲第一名進士。官至江西右参议。

## 家族
曾祖崔亨；祖父崔連；父崔經，母李氏。慈侍下。兄周憲。弟崔明。